# Phrurolithus callidus
Espèce
Phrurolithus callidus est une espèce d'araignées aranéomorphes de la famille des Phrurolithidae.

## Distribution
Cette espèce est endémique du Texas aux États-Unis. Elle se rencontre dans le comté de Hidalgo.

## Description
La femelle holotype mesure 1,75 mm.

## Publication originale
- Gertsch, 1935 : New American spiders with notes on other species. American Museum novitates, no 805, p. 1-24 (texte intégral).